# Jaroslav Černý (piłkarz)
Jaroslav Černý (ur. 26 czerwca 1979 w Horním Benešovie) – czeski piłkarz grający na pozycji pomocnika. W 2009 r. dwukrotnie wystąpił w reprezentacji Czech.